# Villebois
Villebois ist eine französische Gemeinde mit 1.200 Einwohnern (Stand: 1. Januar 2022) im Département Ain in der Region Auvergne-Rhône-Alpes. Sie gehört zum Arrondissement Belley, zum Kanton Lagnieu und zum Gemeindeverband Plaine de l’Ain.

## Geografie
Die Gemeinde Villebois liegt am Steilabfall des Bugey zur Rhône, etwa 48 Kilometer ostnordöstlich von Lyon. Das Stauwehr Barrage de Villebois teilt die Rhône in zwei Arme.
Umgeben wird Villebois von den Nachbargemeinden von Souclin im Norden, Bénonces im Osten, Serrières-de-Briord im Süden, Porcieu-Amblagnieu im Westen sowie Sault-Brénaz im Nordwesten.

## Bevölkerungsentwicklung
| Jahr                       | 1962 | 1968 | 1975 | 1982 | 1990 | 1999 | 2006 | 2014 | 2021 |
| Einwohner                  | 775  | 779  | 758  | 851  | 924  | 954  | 1082 | 1162 | 1197 |
| Quellen: Cassini und INSEE |      |      |      |      |      |      |      |      |      |

## Sehenswürdigkeiten
- Monolith

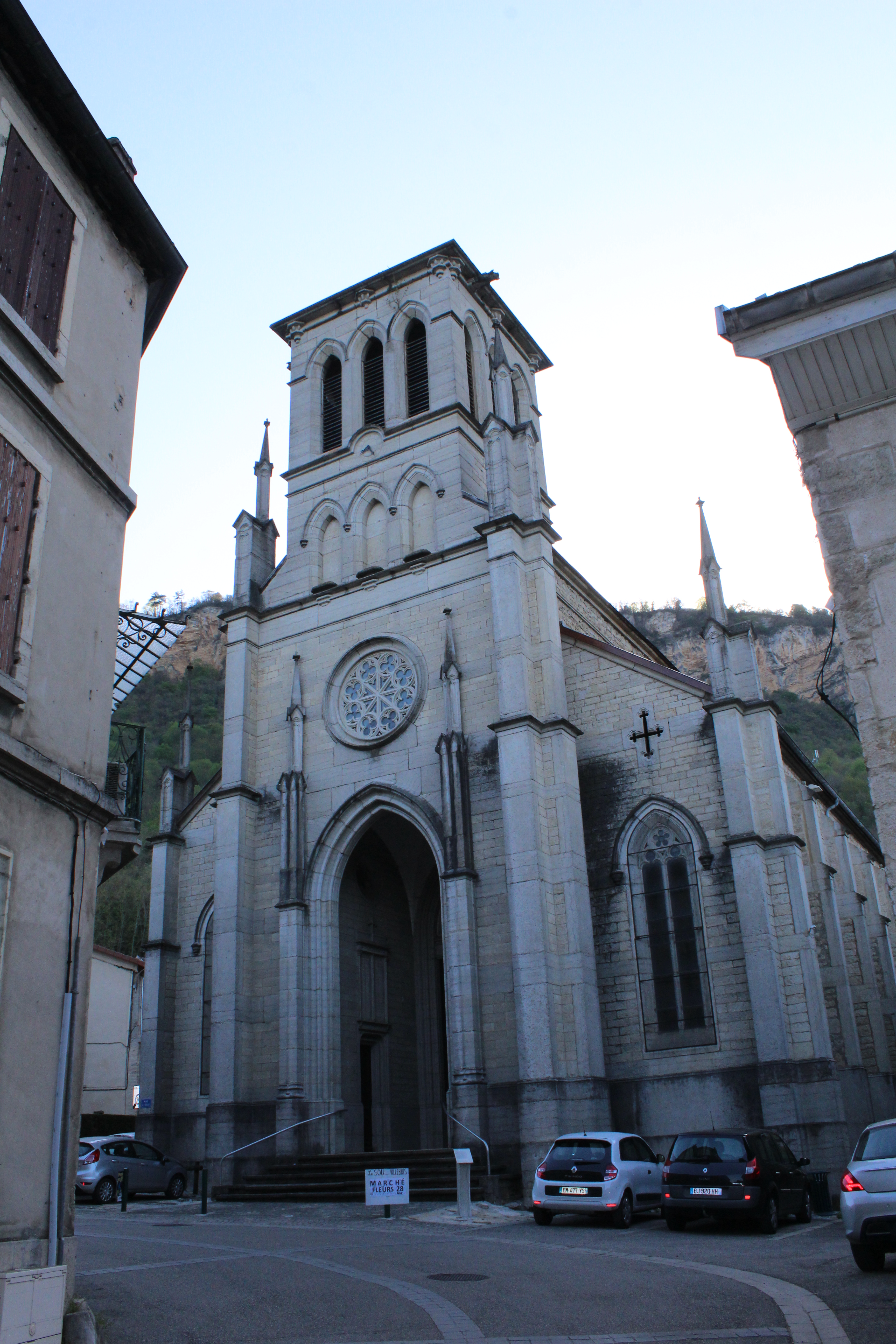
Kirche Saint-Martin
- Burgruine Bouis
- Burgruine Quison
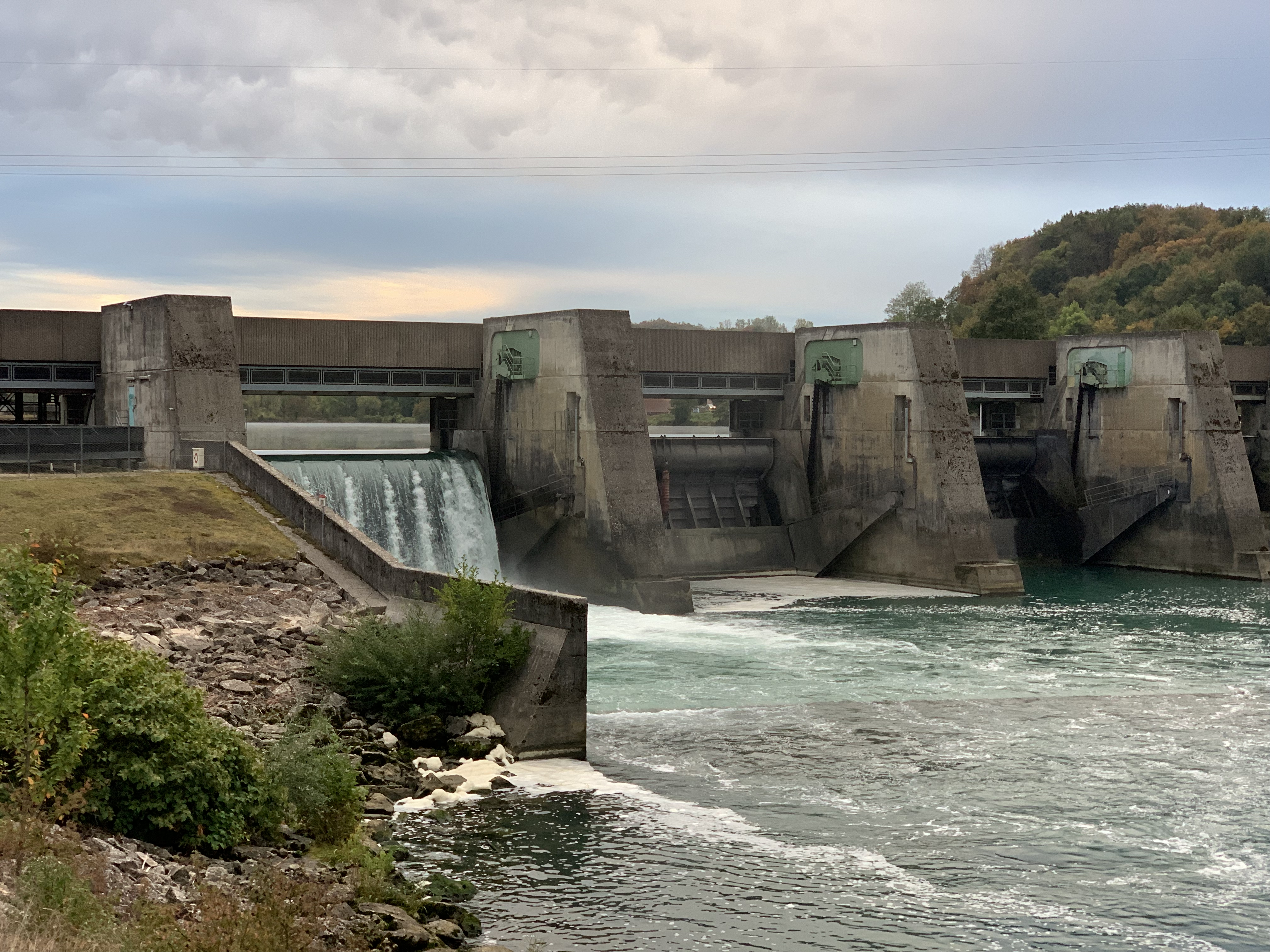
Stauwehr Villebois
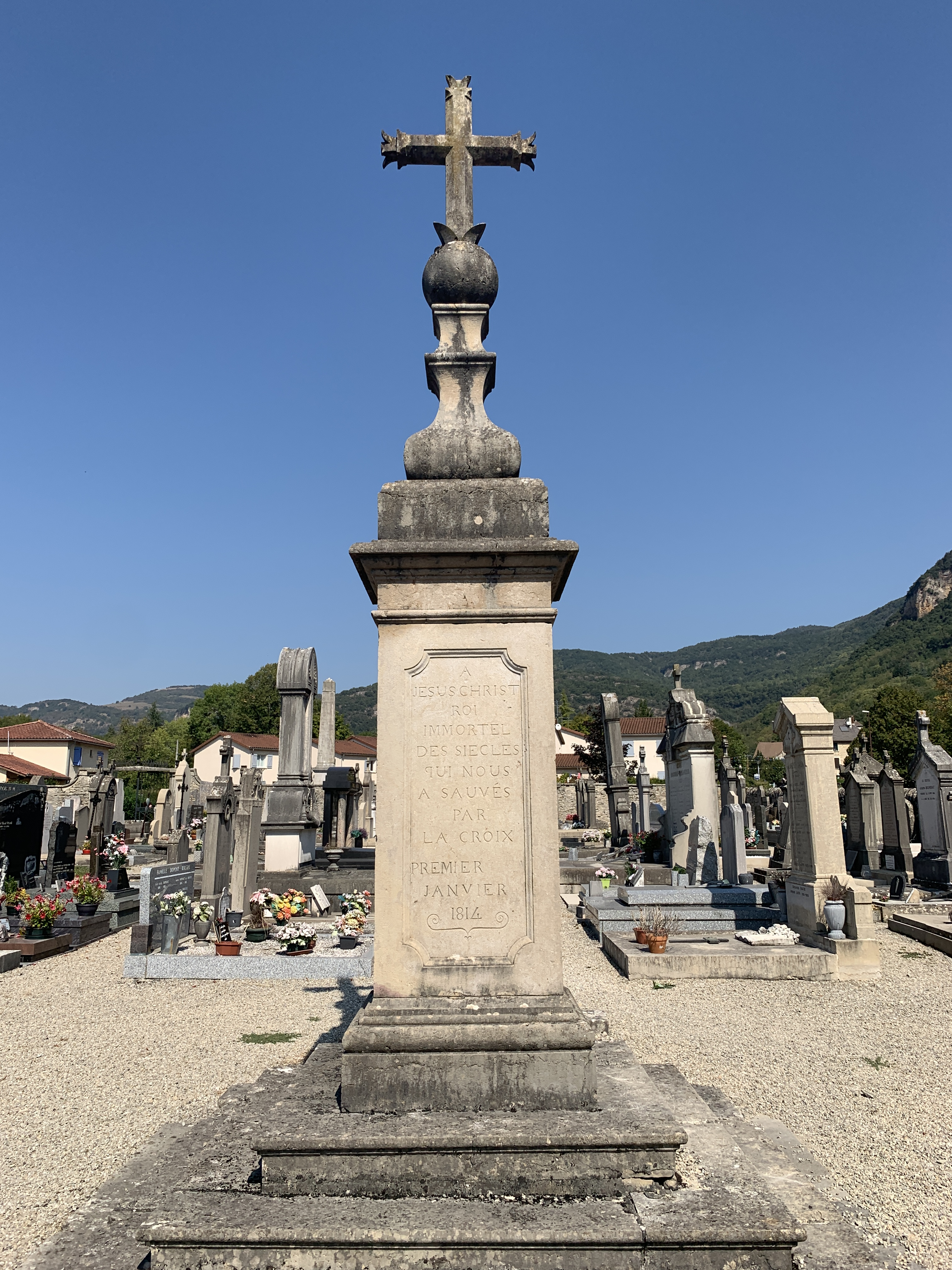
Friedhofskreuz
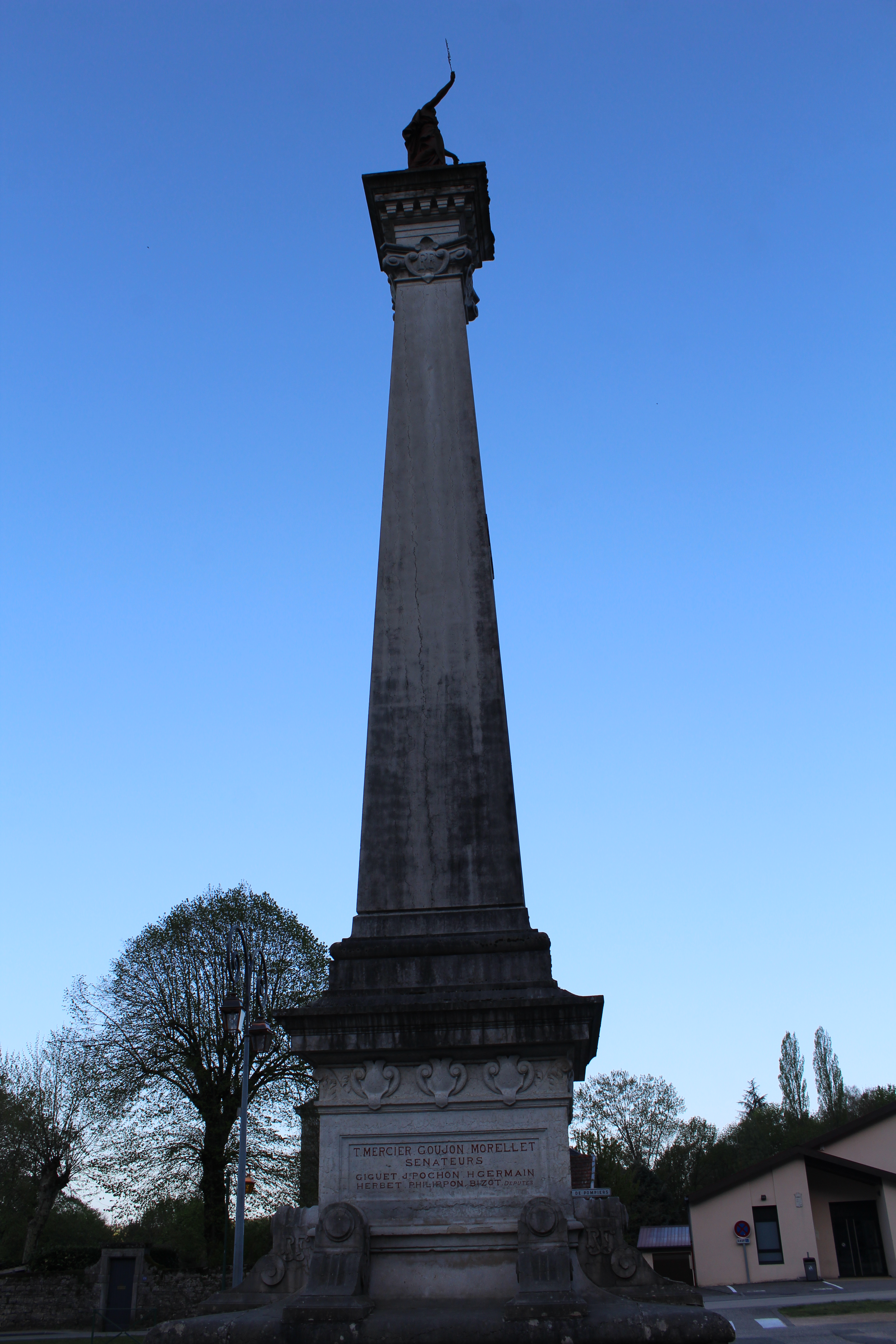
Monolith als Gefallenendenkmal
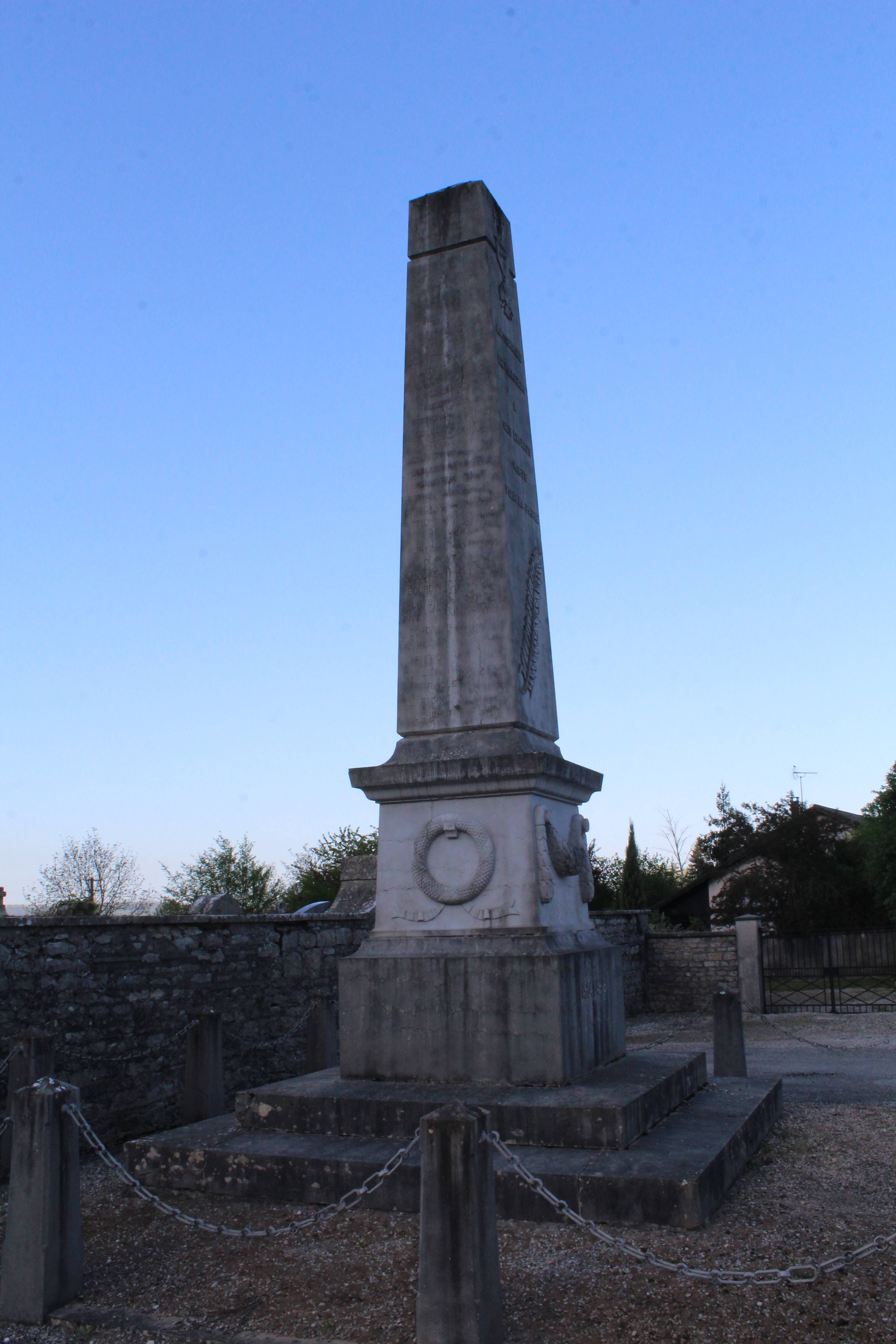
Weiteres Gefallenendenkmal

- Kirche Saint-Martin
- Stauwehr Villebois
- Friedhofskreuz
- Monolith als Gefallenendenkmal
- Weiteres Gefallenendenkmal